# 埃格尔区
埃格尔区（匈牙利語：Egri járás），是匈牙利赫维什州的一个区，总面积602.05平方公里，总人口87,939人（2011年），人口密度146人/平方公里。中心城市为埃格爾。

## 市镇
埃格尔区包含一个州级市、一个城镇和22个村庄。